# Aaon
Aaon Inc. (Eigenschreibweise AAON) ist ein US-amerikanischer Klima- und Lüftungstechnikhersteller mit Sitz in Tulsa, Oklahoma. Die Aktien des Unternehmens werden an der New Yorker Börse NASDAQ gehandelt.

## Geschichte
Das Unternehmen wurde 1988 durch die Übernahme der Heizungs- und Klimatechnikabteilung der John Zink Company gegründet. Das Tochterunternehmen Aaon Coil Products, Inc. wurde 1991 durch die Übernahme der Coils Plus, Inc. mit Sitz in Longview, Texas gegründet.

## Produkte
Aaon entwirft und produziert verschiedene Anlagen für die Klimatechnik. Es werden Anlagen für die Montage auf Hausdächern hergestellt, ebenso unabhängige Anlagen für den Gebrauch in Innenräumen. Kondensatoren und Kälteanlagen sowie Klimageräte und Luftentfeuchter für Schwimmhallen werden auch von Aaon vertrieben.

## Kennzahlen
| Jahr                 | 2017    | 2016    | 2015    | 2014    | 2013    | 2012    | 2011    | 2010    | 2009    | 2008    | 2007    |
| -------------------- | ------- | ------- | ------- | ------- | ------- | ------- | ------- | ------- | ------- | ------- | ------- |
| Umsatz (in Mio. USD) | 405,232 | 383,977 | 358,638 | 356,322 | 321,140 | 303,114 | 266,220 | 244,552 | 245,282 | 279,725 | 262,517 |
| Gewinn (in Mio. USD) | 54,498  | 53,376  | 45,728  | 44,158  | 37,547  | 27,449  | 46,281  | 55,188  | 67,545  | 67,176  | 57,369  |